# 布勒熱尼鄉 (胡內多阿拉縣)

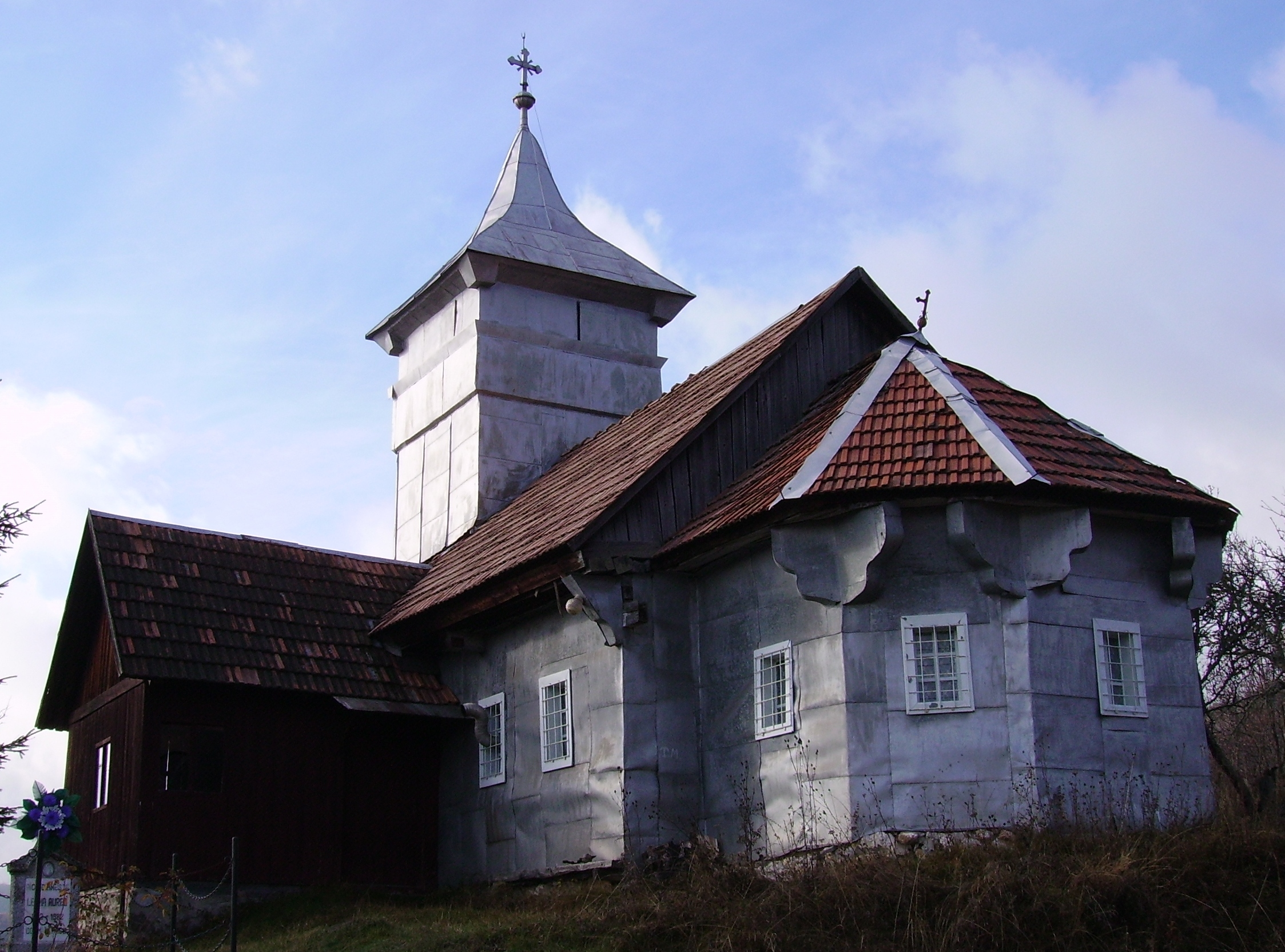

46°14′N 22°54′E / 46.233°N 22.900°E
布勒熱尼鄉（羅馬尼亞語：Comuna Blăjeni, Hunedoara），是羅馬尼亞的鄉份，位於該國西部，由胡內多阿拉縣負責管轄，面積89平方公里，海拔高度503米，2007年人口1,331，人口密度每平方公里15人。